# CYNTHIA THE MISSION
『CYNTHIA_THE_MISSION』（シンシア ザ ミッション）は、高遠るいによる日本の格闘アクション漫画。

## 概要
当初、一迅社発行の『コミックZERO-SUM増刊WARD』vol.1からvol.9まで連載されていたが、『月刊ComicREX』創刊号より移籍して連載。2008年10月号をもって「第一部完」となり連載が終了。続編については告知がないため不明である。
CDドラマが2006年3月24日に発売された。本連載を『Comic REX』に移した後も、『WARD』に番外編、外伝をたびたび掲載していた。また、秋田書店の『チャンピオンRED』2011年11月号にも、『ミカるんX』の登場人物と本作のキャラクター達が共演する『V2 ～Voyagers' Visit～（ブイツー ヴォイジャーズ・ビジット）』が掲載された。
本作の時代設定は西暦2010年。日本では1年半前に政治的中枢を狙ったテロが起きており、その混乱から回復していない。

## あらすじ
香港伍龍会に所属する暗殺者兼女子高生のシンシア・ロウは、ある任務で師父と戦い命を奪ってしまう。そのことで殺すことへの迷いが生まれてしまい、迷いが消えぬうちに日本に派遣されるが、ほどなく日本支部は対抗組織の雇った者（弑・四方犠）により壊滅してしまう。組織より日本支部襲撃者の殺害を命じられた後日、編入した高校で友人になった高野果苗の正体は弑・四方犠だった。暗殺者として弑・四方犠と対峙するが、弑の中にいる心を許した友人の高野果苗を殺すことが出来ない。自分の生き方に疑問を感じたシンシアは香港伍龍会を脱走するが、組織によって追われる身となってしまう。

## 登場人物

### メインキャラクター

#### シンシアと友人達
シンシア・ロウ（中国名：羅 麗靑）
都立粟の花高校1年B組に留学中で15歳の少女。推定身長130cmの幼女体型。
代々暗殺者を輩出してきた羅一族の後継者。好物はマンゴープリン。低身長の上に異様に生え際の後退したデコと横暴すぎる姉が悩み。幼少時から様々な戦闘技術と毒物に対する耐性を仕込まれ、13歳から香港伍龍会の暗殺者として活動する。しかし日本で果苗など友人たちと接するうちにその仕事に疑問を持つようになり、組織を抜け追われる身となった。
周囲の友人たちには、自分のことを華僑の社長令嬢だと偽っていたが、シベールの襲撃により隠しきれなくなり、素性を明かすことになる。ただし阿頼耶やほたるは、それ以前に実戦的な技の使い方から彼女の実態を見抜いていた。組織を抜けてからは久我家に居候中。
高野果苗（たかや かなえ）
都立粟の花高校1年B組に在学中の15歳の少女で、シンシアの友人。推定身長163cm。作中随一の巨乳の持ち主。
内気で気弱な性格の持ち主で、運動が苦手。そのせいか中学・高校で、同級生からいじめを受けている。幼い頃から両親に虐待されながら暮らしていたが、六年前に謎の殺人者によって父母を殺されてからは孤児院で育てられる。一時、極道組織神宮会の高野國緒会長に引き取られるも、そのわずか一ヶ月後には香港伍龍会の刺客によって養父を殺されてしまい、現在は再び施設暮らしとなっている。高校では、席が隣のシンシアを「友達」として懐き慕っている。
実は幼少期に受けた虐待のストレスのせいで二重人格（多重人格障害）者になっており、「弑・四方犠」という人格を持つ。果苗自身は、弑を別の肉体を持った別人という幻覚として認識している。危険な時に助けてくれる弑を「王子さま」として慕っており、彼に会うために無意識のうちに自ら危険に近づいてしまう傾向がある。
弑・四方犠（しい・よもぎ）
幼少期に虐待を受けていた高野果苗が生み出した、もう一人の人格。性別は男。
性格は果苗と正反対のサディストで、知能も身体能力もずばぬけている。果苗を守ることを最優先事項としており、そのためなら殺人をも厭わない。果苗に虐待を加えていた両親を殺したのも彼である。また、果苗を守ることを存在意義にしているためか、善意を持って果苗に近づくものも遠ざけようとする傾向がある。
「東日本で最高の成功率を誇る殺人代行業者」の異名を持ち、殺し屋としても活動中。得意技はワイヤーを使った攻撃で首を切断するほどの威力を持つ。あらゆる状況から果苗を守るために飛行機の操縦・合気道・ボクシングまで身に着けており、その戦闘能力は作中トップレベル。徒手空拳のみならず、武器を使った戦闘にも長けている。
帝王キングカイザー100世
自称、闇闘技界の覇者であり、カイザーアーツの使い手。シベールに恨みがあるらしく、ノワールXを襲撃して大将戦に望もうとする。その正体は弑・四方犠が着ぐるみのようなスーツを纏ったもの。腕にブリギットが使用していた指向性爆薬を仕込んでいる。
紫水ほたる（しみず ほたる）
都立粟の花高校の英語教諭兼担任で、24歳の女性。
三歳の時に事故で両親を失い、父親となる紫水智衛に引き取られ、紫水流眩術を仕込まれる。異常なまでに覚えが早く、14歳の時には人を操って自殺させたり、殺人をさせたりすることもできるようになっていた。その幻術の強力さは、邪眼を越えて「破心眼」とまで呼ばれるほど。生来正義感が強く、十年前に兄の紫水遥を亡くした際には幻術を使って復讐を遂げている。その後もしばらく「正義の使者」として活動していたようだが、米国大統領の下へ単身で乗り込んでいった際、大統領の身辺警護にあたっていたかつての兄弟弟子、ジェレミィ・フリードマンに阻止される。その後、軍需産業を支える部下にならないか、というフリードマンの誘いを受けるが、これを拒否したためナノテクを応用したフリードマンの眩術に破心眼が敗れ、ショットガンで銃撃される。“本当に強い巨悪”の前に敗れてしまったために、それが「最後の犯罪」となった。法的には「脱走中の未決囚 少女S」という存在だが、「手がつけられない」と放置されている様子。
父親をシベールに殺されてしまい、教え子を人質に取られてしまう（正確には阿頼耶は他校の生徒であり、直接的な教え子ではない）も、復讐を果たし教え子を取り戻すため、五対五マッチを企画した
ちなみに、彼女も幼い時から頭頂部が奇妙にハゲている（通称・ブリッツつむじ）。しかし、作品中で触れられたことはない。
久我阿頼耶（くが あらや）
聖ヒネモス女学院高等部1年A組に在学中で16歳の少女。推定身長159cm。
華道久我天象流の次期家元候補で、生け花の天才として若くして賞賛を浴びるも、内心華道を退屈と思っていた。幼稚園の時に同じ組の男子（カルロス）を殴り倒して以来、素手で相手を殴り倒す快感に目覚め、成長してからは「喧嘩番長」の異名を持つ、常勝のストリートファイターとしてケンカ三昧の日々を送っていた。その後、再会したカルロスとの対決に破れたものの、生け花の極意をヒントに相手の動きを読みきって、自分の一撃を必中させる「魔弾」を開眼する。なお、その際に華道に対しての認識を改めたらしく、後に「祖母に負けない家元となるのが将来の目標」と語っている。
ファントムによって洗脳され、シベールの手下となって友人たちと戦うことになるが、カルロスの決死の行動で正気を取り戻す。洗脳されていた間にシベールらの監督の元新たな技術を身につけた。
檎桐淋（ごとう りん）
聖ヒネモス女学院高等部1年A組に在学中で16歳の少女。久我阿頼耶の親友。鸞の妹。
阿頼耶から「歩く格闘技通信（データベース）」と称されるほどの格闘技マニア。在籍していた学校に起きた殺人事件に巻き込まれ左目を失い、海賊のようなアイパッチをしている。また、その際に負った傷が顔にある。
島原カルロス（しまばら カルロス）
都立粟の花高校2年C組に在学中で17歳の少年。日本人の父とブラジル人の母を持つハーフ。
16歳の時にインターハイのボクシングライト級で全試合KO優勝を達成し、アマ世界大会でも僅差の判定2位。プロに転進してからは半年で日本ライト級一位を獲得するものの、タイのオカマボクサーに虚を突かれて1ラウンドKO負けを喫してしまう。中塚侑実子に襲われ脾臓全摘の重傷を負わされたが、驚異の回復を見せ日本タイトルも取った。目標は世界三階級制覇と阿頼耶に告白すること。阿頼耶は幼い頃に出会った初恋の相手だが、かつては仲が悪かったせいで阿頼耶には喧嘩のライバルとしか見られていない。英語の赤点を見逃してもらう代わりに紫水流に入門しており、その経緯で紫水流の「邪眼」を使えるようになった。本来はアウトボクサーだが、インファイトも行える万能型。日本タイトルを取った後は紫水ほたるにより、すぐにベルトが返上され、防衛戦は一度も行なわなかった。
番外編『邪眼ボクサー』の主役でもある。邪眼を応用し、運命を操ることができる必殺技「絶対運命改変拳（デスティニー・ファウスト）」を使用する。
檎桐鸞（ごとう らん）
淋の姉。事故で両親を亡くしており、妹の学費を一人で稼いでいた。当時、関東でケンカナンバーワンと言われた不良だったが、弁護士の職業に就く。かつては暴力で正義を行い続けた結果、逮捕されて2年の懲役を言い渡された過去がある。
その後、鸞の仮出所の前夜に脱走した中塚を、刑務所の所長の命令で半殺しにした後、仮出所。そこに五対五マッチのメンバーに誘いに来た妹の淋に対して、一時は「正真正銘の大人になる」と言って突っぱねたが、友を救おうと必死な妹の姿を「青い」と言いつつも、結局はチームメイトして参加する事になる。
ちなみに、同作者の漫画『SCAPE-GOD』にゲスト出演している。こちらではまともな弁護士として働く姿が描かれている。
ノワールX
謎の暗黒仮面。本名は秋津鏡花（あきつ きょうか）。ステンレスのスプーンをこね回す程の圧倒的な指の力を持っており、「KYO」と名乗ってマジシャンを仕事にしていた。自室には空手のオープン大会のトロフィーが多く飾られていたが、本人曰く五年の空手家生活で本気を出したことがない。時代によって武が腐っている事を嘆き、「真剣勝負ができる」という理由でほたるに接触し、チームバトルに参加する。だが帝王キングカイザー100世の超奥義「帝王炎激掌（カイザーガンヘッド）」で頭部を爆破され、右脳の90%を失う重傷を負わされる。

#### シベール関係
シベール・ロウ（中国名：羅 彗中）
シンシアの8歳違いの姉。現在23歳。身長177cm。
表向きは実業家兼モデル兼格闘家だが、裏の顔は「国際暗殺者」。国際武術選手権大会を3年連続優勝、多人数で囲まれていてもそれを一蹴し、拳銃の弾丸をも避ける事の出来る実力を持つ。子どもの頃から勉強も運動も簡単にこなし、10歳の時には暇つぶしに少林寺武術学校を壊滅させたりしていた。その際、ファントムと対決して引き分けたのをきっかけに、辻斬り的な殺人を止めて職業暗殺者に転進する。本来は暗殺者の家系の跡継ぎであったがこれをシンシアに押しつけ、伍龍会には属さないフリーランスである。
香港伍龍会の依頼でシンシアを連れ戻すため3人の部下と共に来日。さらに半分暇つぶしとして紫水智衛を殺し、弑の素性を調べて打ち倒す。
イリヤ・アルトゥーロヴィチ・グレンチコ
元キックボクサーのロシア人で、身長189cmの巨漢。甘党。
現役時代は反則も厭わないラフプレイを得意としていたが、ある日突然、表舞台から姿を消す。紆余曲折の末にシベールと戦い、敗北。その後は彼女の部下となっている。シベールからシンシアを連れ戻す命令を受け、シンシアを狙う。格闘戦では、前述のキックボクシングやコマンドサンボなどをメインに戦う。
ブリギット・マクラウド
シベールの部下で国際手配されているテロリストの少女。シベールとは愛人関係。
陰険さと黒を統一したような風貌。左腕にバイオニクスアーム（ジース・サリバンのそれがさらに高性能となったもの）を装備している。テロリストならではの無差別攻撃を得意としているようであったが、作中でその特技を活かすシーンは描かれなかった。
ファントム / ホセ・パウリスタ・リベイラ
シベールの部下。ニット帽に迷彩ズボン、マフラーで顔を隠しているメスティーソの男。身長は178cm。
実は伝説の柔術家であり、ブードゥー教に端を発する秘密組織の「司祭」（暗殺者）である。過去にシベールとの戦いで口周りを裂かれ、唇が無く歯肉がむきだしの怖い顔になってしまっている。人をゾンビパウダーで操る技術を持つ。人間的には非常に良く出来た人物であり、格闘家としての矜持も大きい。
実は島原カルロスの母親の長兄、カルロスの伯父にあたる。
猫堂聖夜（ひょうどう ノエル）
野生のネコに育てられた青年。推定約20歳。人間離れした身体能力を持っている。ファントムによって仕込まれた柔術に加え、野性的でトリッキーな戦い方をする。
宝 凌羽（パオ リンユウ）
通称、舌打ち師（タンクリッカー）。眼鏡をかけており、片目を髪で隠した青年。13年前にシベールに対しての借りを返すべく、シベールの敵として五対五バトルに参加しようとしていたが、彼がほたるに接触した時には既にメンバーは間に合っていた。その為、仕方なくシベールのチームの一員として参加。「一勝したら再び戦う」という約束をシベールと取り付けた。
元は少林寺武術学校に所属していた天才拳法家。しかし、シベールに学校ごと襲撃を受けた際に両目を失明し盲目となる。そのため聴力、直観、殺気、嗅覚などによって標的の位置を読み取る他、舌打ちで生じる反響音を利用する反響定位法（エコーロケーション）と呼ばれる技術をトレーナーの指導の下、修得しており周囲の環境を特定することができる。さらに舌打ちによりデモンパイパーという幻覚を引き起こす技を使うことができる。少林拳の腕も言うまでもなく達人級であり常人離れした身体能力と発勁を使いこなす。

### サブキャラクター
元大人（ユァン ターレン）
香港伍龍会のボス。シンシアの祖父代わりの人物。
紫水智衛（しみず さとえ）
ほたるの父で紫水流眩術宗家。先代の邪眼使い。普段は「紫水マッサージ」を営んでいる。長男の死から10年後、突如シベールに殺される。
紫水遥（しみず はるか）
ほたるの（義理の）兄。嫡男だが「邪眼使い」の適性は余り無かった。岩倉光陰の大学時代の同級生。議員秘書をしていたが、ある事件で亡くなる。
久我唯（くが ゆい）
阿頼耶の祖母。華道久我天象流第七代宗家。
天道衣子（てんどう いこ）
新宿署所属の女性刑事で岩倉光陰の上司。階級は警部補。
岩倉光陰（いわくら こういん）
天道衣子の部下の刑事。40代前半の男。十年前、ほたるが起こした事件の捜査に関わったことがある。
スターリング・キャラダイン
シンシアの師父。CIAの特務部隊のOBで傭兵。「殺人貴（キラーエリート）」の二つ名を持つ。シベールからの依頼でシンシアに銃器・刃物・実践格技のトレーニングを10歳から3年間施した。その後、仕事上敵対関係になり、シンシアのカリ・スティックに仕込まれた刀によって、頸動脈を斬られて死亡する。
中塚侑実子（なかつか ゆみこ）
突如、学校で傷害殺人事件を起こした少女。事件発生時は逆上した阿頼耶に殴り倒され、警察に連行された。良好な環境で支障が無く育ったサイコパスかつ無痛症（第5種遺伝性感覚自律神経性ニューロパシー、HSAN type 5）である。非常に高い知能を持ち、後に監視の隙を見て職員5人を惨殺し、脱獄。包丁らしき刃物でカルロスに重傷を負わせ、唯一自身に手を出した阿頼耶を挑発し対決。二本の大刀を五分間以上振り回し続けるスタミナと、阿頼耶の打撃を受けても痛みを感じない体質で苦戦を強いらせるが、敗れて再び警察（政府）に囚われる。常に拘束され、監禁状態にあった。しかし、ケブラー・アラミド繊維・超々ジュラルミンで作られた拘束衣を超人的な力と労力で破壊し、再度の逃走を謀るが、予め万一の事態に備え、収監されていた檎桐鸞の阻止により、脱走は未遂に終わる。これまでに教師や警察官など、少なくとも8人を殺害した。
ヘレン・ホー
シンシアが香港にいたときの友人。九龍市立大熊猫高校在学中。髪の長い少女。
ダイアナ・ミャオ
シンシアが香港にいたときの友人。九龍市立大熊猫高校在学中。ショートカットの少女。
韮沢純一（にらさわ じゅんいち）
自称宇宙人のプロボクサー。元WBX日本王者であったが、島原カルロスとのタイトルマッチで絶対運命改変拳の前に敗れKO負けを喫し、王座陥落となる。試合後は新チャンピオンとなったカルロスを抱擁しその勝利を讃えた。
美里（みさと）
今時な女子高生三人組のリーダー格で、気が強い性格。果苗をパシってはいじめを受けさせる。もう一人の果苗（弑・四方犠）に酷い目に遭ったり、時たま事件に巻き込まれる事も。苗字は不明。

## 用語
香港伍龍会
香港マフィア。中国沿岸を主に勢力拡大を図っている
都立粟の花高校（とりつあわのはなこうこう）
一般的な都立高校だが、専用のボクシング場を設置するなど、部活動が盛んな模様。制服はブレザー。
聖ヒネモス女学院（セントヒネモスじょがくいん）
創立明治X年。通称「ヒネ女」。幼稚舎・初等部・中等部・高等部・大学までをエスカレーター式にサポートする小中高大学一貫校で、ミッション系の総合女学園。制服は初等部が紺色を基調としたセーラー服で、中・高等部が灰色を基調としたセーラー服。
九龍市立大熊猫高校
香港にある市立高校。制服は白を基調としたセーラー服。
闘兇喧嘩會・魔冥土（とうきょうふぁいとくらぶ・マーメード）
檎桐鸞が16歳の時に設立した一大組織。久我阿頼耶たった一人により、崩壊した。

### 登場する技、技術、技法
魔弾（まだん）
久我阿頼耶がカルロスとのストリートファイトで編み出した技。打撃のトップスピードを維持したまま自在に軌道を変える。
天の魔弾／地の魔弾
打撃を与える為に曲げるのを天の魔弾。当たった打撃の衝撃力を流させないように曲げるのを地の魔弾と呼ぶ。
新造魔弾五芒殺界（しんぞうまだんペンタゴナ・ワールド）
五芒星型の軌道で5発の打撃を放つ。100点の一発ではなく20点の五発で威力を代用する。
紫水流眩術
破心眼（はしんがん）
ほたるだけが持つ特別な邪眼。見るだけで人の心を破壊し傀儡化として操ることが出来る。
逆卍紋（リバース・ハーケン）
邪眼を無効化する封印されし秘奥義。フリードマンは10年の歳月とナノテクノロジーによって再現した。
斬猫（ざんみょう）
自らの殺気を制することで敵の動きをも制する技法。カルロスは聖夜の飛び掛りに対して仰向けという体勢を取ることで弱点の腹部を露わにさせた。
紫水流邪眼拳
紛い打ち
運動残効による幻視で反応を狂わせることで打撃を必然的に当てることができる。
ねこ幻魔拳（ミラージュ）
完璧な眩惑による錯視効果で相手の冷静な判断力を欠いて試合全体を支配する。これを受けた相手は「絶対にとびこめない」状態になる。
絶対運命改変拳（デスティニー・ファウスト）
瞬間に存在しえた限りの可能性の姿を予測しその全ての運命とは違う、別の可能性を見出すことで勝利を手にすることが出来る奥義中の奥義。
フリードマン流 新眩術音技
鬼笛（デモンパイパー）
超至近距離から舌打ちで生じた高周波音を内耳に侵入させ、微弱電流へと変換し聴覚野の神経細胞に侵す。その結果、膨大な数の科学シナプスを伸長し、新たな回路を爆発的に形成することで視覚・触覚野を侵略する。その際に音によって視覚と触覚にイメージを送り込む。宝はほたるに四肢切断の錯覚を送り込んだ。
カイザーアーツ
帝王炎激掌（カイザーガンヘッド）
相手の顔面を手で掴んだ状態から掌に仕込んだ爆薬を起爆させる。破壊力は絶大。

## 書誌情報

### 単行本
- 高遠るい『CYNTHIA_THE_MISSION』スタジオDNA→一迅社〈ZERO-SUM COMICS→REX COMICS〉
  1. 2005年02月発売、ISBN 4-7580-5130-5
  2. 2005年11月発売、ISBN 4-7580-5191-7
  3. 2006年06月発売、ISBN 4-7580-6003-7
  4. 2007年01月発売、ISBN 4-7580-6040-1
  5. 2007年07月発売、ISBN 4-7580-6058-4
  6. 2007年11月発売、ISBN 4-7580-6072-X
  7. 2007年11月発売、ISBN 4-7580-6073-8
  8. 2008年05月発売、ISBN 4-7580-6092-4
  9. 2008年11月発売、ISBN 4-7580-6120-3

第6巻と第7巻は同時発売、第6巻は『WARD』にて連載されていた外伝「邪眼ボクサー」（序章）のみの収録となっている。
- 『CYNTHIA_THE_MISSION外伝 楊州夜曲』

第6巻、第7巻同時購入者全員サービス特別小冊子。30P前後の小説、非売品。現在は受付、印刷、発送は既に終了している。

### ドラマCD
2006年3月24日、『CYNTHIA_THE_MISSION ドラマCD 第1巻』がフロンティアワークスより発売された。
登場人物および配役は以下の通り。
- シンシア・ロウ - 喜多村英梨
- 高野果苗 - 小林沙苗
- 久我阿頼耶 - 折笠富美子
- 紫水ほたる - 新井里美
- 檎桐淋 - 白石涼子
- 天道衣子 - 岩男潤子
- 島原カルロス - 杉田智和
- S・キャラダイン - 宮崎一成
- 元大人 - 青野武
- 岩倉光陰 - 渋谷茂
- ヘレン・ホー - 野田順子
- ダイアナ・ミャオ - 新谷良子

## 脚註
1. ↑  これらには後天的な原因があり、第一部終盤に明らかになる。
2. ↑  なお2ちゃんねるの高遠るい総合スレッドで、「シャドウ・アラミス」なるオリジナルキャラ案が出た際、シャドウが「帝王キングカイザー100世」なる人物を倒したという記述があり、それを元ネタにしたのを明かしている。禿ノ洞 -はげのうろ-
3. ↑  なお、本項目は作者のブログの指摘により加筆修正されている。その際に、当時の作品では語られていなかった細かな設定も、先行していくつか明かされた。